# 华严庵 (会同四译馆)
华严庵，原位于北京市西城区南横东街131号，现位于南横东街与菜市口大街交叉路口的东北角，是一座汉传佛教寺院。现为西城区普查登记文物。

## 简介
华严庵坐北朝南，主要建筑分布在南北中轴线上。到2008年拆除前为止，尚存有前殿、后殿、西跨院。华严庵的建筑手法与传统方式有所不同，比如后殿采用庑殿顶，檐下斗拱很细，比例并不恰当，可推测是在中华民国时期重建、改建而成。
据学者考证，华严庵的建筑原来很可能是会同四译馆。2008年3月，在宣武区大吉片拆迁中，拆除了3处文物建筑，即南横东街的华严庵（原为会同四译馆）、米市胡同115号的米市胡同关帝庙（亦为潘祖荫祠）、菜市口胡同84号的潮州会馆，此后在南横东街与菜市口大街交口处的东北角复建了这三组建筑（名为复建，实际上是毁灭性拆毁后新建），其中米市胡同关帝庙、华严庵已经被开发商出租开作饭店。